# آرمان ساقاتلیان
آرمان آرمنی ساقاتلیان (ارمنی: Արման Արմենի Սաղաթելյան؛ زادهٔ ۲۶ اوت ۱۹۷۵) یک روزنامه‌نگار و سیاستمدار اهل ارمنستان است که از تاریخ ۲۰۱۷ تا تاریخ ۲۰۱۸ سمت نمایندگی دوره ششم مجلس ملی جمهوری ارمنستان را برعهده داشت.

## زندگی‌نامه
در ۲۶ اوت ۱۹۷۵ در ایروان به دنیا آمد و از دانشگاه ملی علوم کشاورزی ارمنستان فارغ‌التحصیل گشت. وی همچنین برنده مدال گارگین نژده () شده است.

## یادداشت
1. ↑  ՀՀ Նախագահի մամուլի քարտուղար